# Ecoparque
O Ecoparque é um dos seis parques públicos do município de Chapecó, no estado de Santa Catarina e está localizado na Avenida Getúlio Vargas, em frente ao 2º Batalhão da Polícia Militar. O parque é apropriado para caminhadas e outros exercícios físicos, além de recreação. Apresenta diversos bancos, academia aberta, parque infantil, palco de apresentações, anfiteatro, coretos e banheiros públicos.
Entre as atrações ambientais encontram-se grandes eucaliptos, um riacho, uma lagoa formada por um antigo banhado, além de algumas espécimes de ratão-do-banhado.
Após reforma em 2014, o Ecoparque ganhou sinalização e iluminação adequados para utilização noturna pela comunidade.
Atualmente é proibido andar de bicicleta, patins, patinete ou skate dentro do parque, bem como é proibida a entrada de animais, bolas e bebidas alcoólicas.
O horário de funcionamento é 6 horas às 21 horas.